# In the Hunt
In the Hunt (海底大戦争 Kaitei Daisensou?) es un juego Arcade, de género Matamarcianos horizontal, desarrollado y distribuido por Irem Software. Fue lanzado en 1993 para Máquinas recreativas y más tarde fue publicado para las consolas Sega Saturn, PlayStation y para Windows 95 por Kokopeli.
El juego fue desarrollado por el equipo que más tarde produciría Gunforce 2 para Irem y la serie de Metal Slug para SNK. Las similitudes en el estilo artístico utilizado son bastante claras. In the Hunt  es particularmente inusual, pues el jugador toma el control de un submarino en ambientes subacuaticos, a pesar de que Irem ya había desarrollado un juego similar llamado Sqoon para la consola Nintendo Entertainment System. El juego tiene 6 niveles en total.
Con la peculiaridad de las pocas ventas que tenía el juego, se sustituía la portada del juego principal y se le agregaban títulos de metal slug 3 y metal slug 4 para atraer al público más joven e ingenuo.
A pesar de que In the Hunt nunca logró un éxito comercial, hoy en día el juego es buscado por coleccionistas y es considerado un juego totalmente de culto y es catalogado como un juego de rareza.

## Historia
Una organización conocida como D.A.S. (Dark Anarchy Society) usa una máquina llamada Yugusukyure en el Polo Sur provocando que los casquetes polares se derritan. El mundo entero se inunda rápidamente, pero algunas sociedades sobrevivieron y construyeron altas estructuras que pudieron utilizar para poder seguir viviendo. En este escenario apocalíptico, la organización D.A.S., que estaba preparada para la catástrofe, reina con superioridad sobre los sobrevivientes mediante la ley marcial y equipo militar de gran poder. Los sobrevivientes que son aterrorizados por la D.A.S. secretamente organizan una fuerza rebelde utilizando un novedoso submarino: el Granvia. La misión del Granvia es la de sumergirse en las aguas, territorios y cuarteles principales de la D.A.S y destruir todas sus armas, habidas y por haber.